# Старообрядчество в Нижегородской области

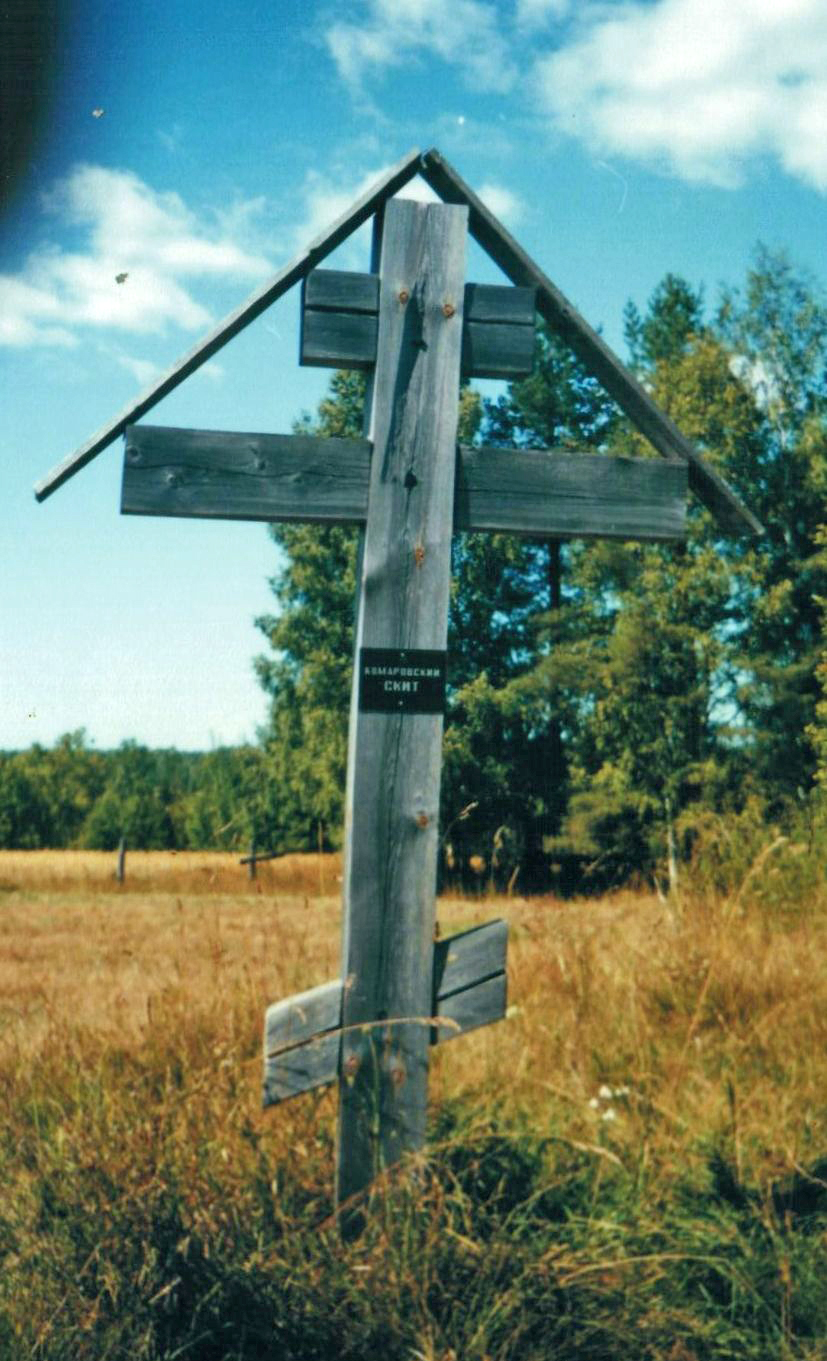
Крест c голубецом, установленный на месте Комаровского скита

Нижегородская область и Нижний Новгород исторически были вторым центром русского старообрядчества после Москвы (по данным народного каталога sobory.ru в области известно около 50 старообрядческих сооружений), продолжают оставаться одним из его центров и теперь.
В Нижегородской земле родился Патриарх Никон и такие деятели старообрядчества, как протопоп Аввакум Петров, епископ Павел Коломенский, Сергий Нижегородец, Александр Дьякон. В конце XVII — начале XVIII веков на территории Нижегородской губернии сформировались Керженские скиты, часть которых была описана в романах местного писателя П. И. Мельникова «В лесах» и «На горах». В период преследований старообрядцев на территории Нижегородского края было зафиксировано несколько случаев самосожжений (в частности, в 1672 г. в селе Вармалей), однако чаще всего старообрядцы бежали в Сибирь, где стали называться кержаками. На Ключевой горе, близ деревни Ключи, расположено место упокоения старообрядческого святого Макария и с ним «19 мучеников за древлеправославие». После кончины архиепископа Нижегородского и Алатырского Питирима давление на старообрядцев ослабло, и они вновь стали возвращаться на нижегородскую землю. В Нижегородской губернии были общины самокрещенцев, спасовцев, поморского и диаконовского согласия, молокан (в Личадеево и Спасском районе), федосеевцев, филипповцев, странников, беглопоповцев («бугровская вера»), присутствовали отрицанцы и немоляки. Писатель М. М. Пришвин немалую часть своей повести «У стен града невидимого» посвятил беседам со старцем Дмитрием Ивановичем, лидером немоляков нижегородских посёлков Варнавино и Урень. В Васильсурском и Макарьевском уездах Нижегородской губернии выделилось самое радикальное направление старообрядчества, дошедшее до того, что даже отрицало возможность осуществления таинства крещения мирянином (то есть беспоповским чином), поэтому представители этого согласия оставались вовсе без крещения, заменив его надеванием на новорождённого креста при чтении 50-го псалма — представители согласия получили наименование «некрещеных старообрядцев».
В начале XX столетия на территории губернии (вместе с вошедшими в её состав двумя уездами Костромской губернии) проживало 120 тысяч старообрядцев тринадцати различных согласий. Представители белокриницкой иерархии (численностью ок. 30 тыс. человек в 1912 г.) селились, преимущественно, в северной (заволжской) и южной (нагорной) частях Нижегородской губернии. В свою очередь, Белокриницкое согласие делилось на окружников, неокружников, иосифовцев (Заволжье и берега Волги) и иовцев (юг губернии). Беглопоповцы (ок. 14 тыс. в 1912 г.) проживали в заволжской части губернии. Около 25 тыс. поморцев в начале XX в. проживали как в нагорной части губернии, так и в заволжской. Самокрещенцев проживало несколько тысяч. Около 20 тыс. старопоморцев (федосеевцы и филипповцы) были рассредоточены по нескольким северным и западным районам губернии. Спасовцеев на начало XX в. проживало около 30 тысяч.
С Макарьевским уездом Нижегородской губернии неразрывно связано почитание озера Светлояр, особенно во дни празднования памяти Владимирской иконы Божией Матери, а также легенда о граде Китеже. Четырежды озеро Светлояр посещал писатель В. Г. Короленко, в результате чего возникли рассказы «Река играет», «Ушел», «На Светлояре». Другой литератор серебряного века Д. С. Мережковский посетил озеро Светлояр и другие старообрядческие места, работая над романом «Антихрист. Пётр и Алексей». Старообрядцы были в числе организаторов Макарьевской и Нижегородской ярмарок. Дивеево и Семёнов являются центрами производства старообрядческих чёток — лестовки. С возникновением Единоверия в него переходят некоторые старообрядческие скиты и обители Нижегородского края. Единоверческий приход села Малое Мурашкино не закрывался даже в советское время, хотя в 1937—1943 богослужения не совершались.
В 1875 году по инициативе архиепископа Иоанникия (Руднева) для уврачевания церковного раскола было создано Епархиальное братство Святого Крестa, просуществовавшее вплоть до установления Советской власти. В 1917 г. в Нижнем Новгороде проходил II Всероссийский единоверческий съезд, а в 1927 г. — III съезд.
Сейчас на территории Нижегородской области проживает несколько десятков тысяч старообрядцев, как поповцев, так и беспоповцев. Главные организационные структуры поповцев — Русская православная старообрядческая церковь и Русская древлеправославная церковь; беспоповцев — Древлеправославная Поморская Церковь. Совершенно исчезли, слившись с родственными согласиями, самокрещенцы, неокружники и странники; крайне мало осталось филипповцев и заволжских спасовцев-арсентьевцев. Глухая и строгая нетовщина потеряла свои отличительные признаки, приняв водное крещение от своих наставников. Помимо староверов, проживающих компактно и объединённых в приходы, в области в многочисленных деревнях проживают старообрядцы, не посещающие тот или иной приход и молящиеся в домашних условиях либо в одиночку, либо с домочадцами. Часто они, сознавая себя староверами, не идентифицируют себя с каким-либо согласием. В общей сложности в Нижегородской области в начале XXI века проживало около 80 тыс. старообрядцев девяти согласий.
Местом молитвенного поклонения старообрядцев являются могилы священника Алексея Васильева (1882—1937) из Федурино, старообрядческих преподобных Софонтия, Лотия и Манефы в Керженских скитах, Ионы Курносого и Манефы Старой в Комаровском скиту, иноко-схимницы Фотиньи и др.

## Старообрядческие места Нижегородской области
- Городец
- Ковернинский район
- Личадеево
- Лысково
- Семёнов
- Спасский район
- Урень

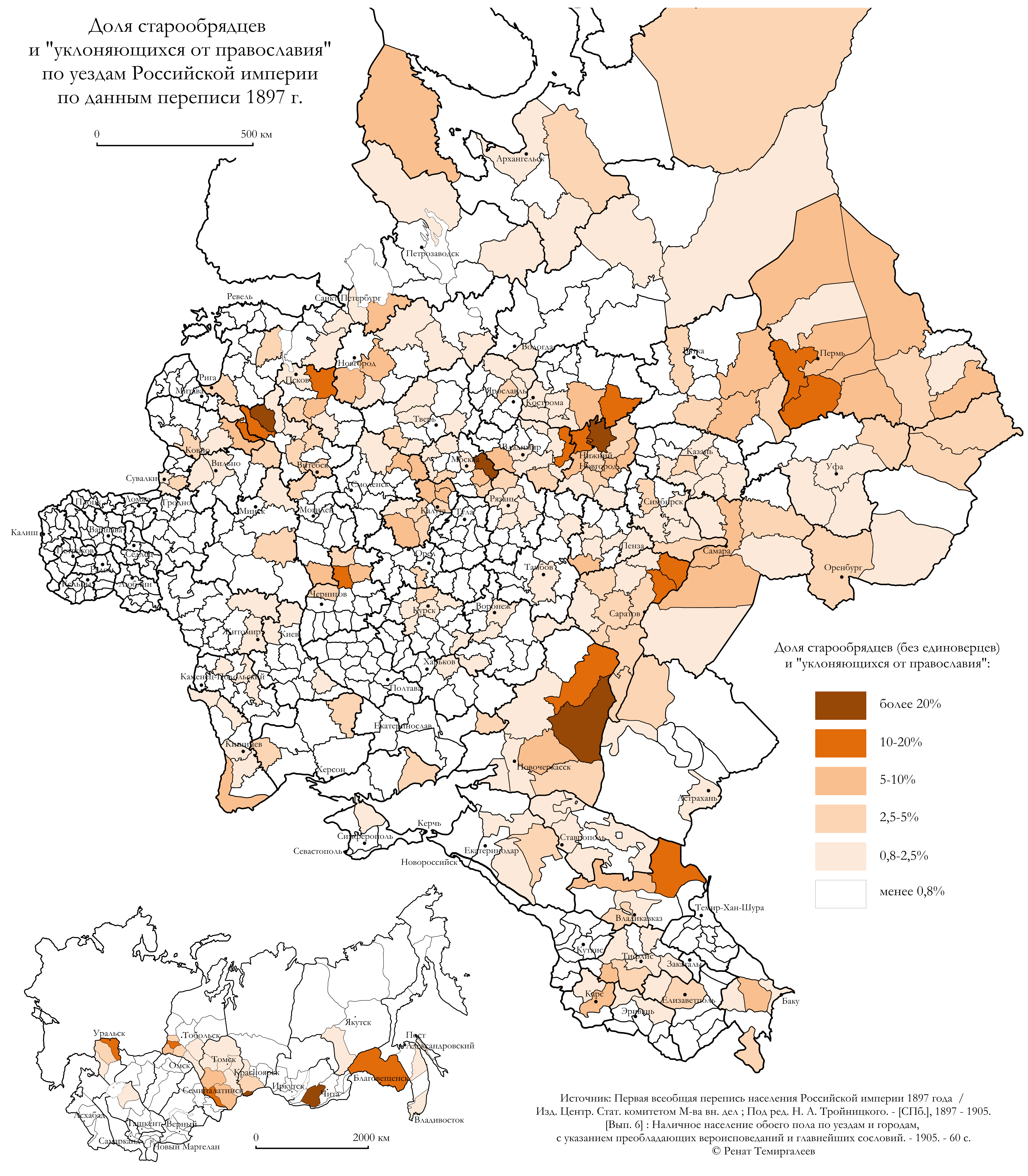
География распространения последователей старообрядчества по уездам и округам Российской империи (по переписи 1897 года).

В Муромском Заочье старообрядцы жили в Вареже, Чулкове, Соловьёве, Сапуне, Чирьеве, Яковцеве, Янине, Арефине, Озябликове, Космадемияновском Погосте, Красно, Федурине, Новосёлках, Глебове, Александрове, Горах, Мокреце, Польце, Дубровке, Попышове, Плоскове, Беляйкове, Стёпанове, Липне, Зеленцово, Алтухове, Горневе, Михальцах, Максакове и др. Они пользовались церквями, которые находились в Вареже, Яковцеве, Арефине, Новоселках, Глебове, Федурине, Александрове, Липне (Егорьеве), в остальных селениях были молитвенные дома и церкви.